# Senecaville
Senecaville – wieś w Stanach Zjednoczonych, w stanie Ohio, w hrabstwie Guernsey.